# 비르나 리시

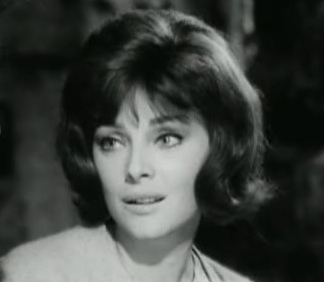
영화 《마담 시뇨리》에서

비르나 리시(Virna Lisi, 1936년 11월 8일 ~ 2014년 12월 18일)는 이탈리아의 배우이다. 1994년 영화 《여왕 마고》를 통해 칸 영화제 여자배우상과 세자르상 여우조연상을 수상했다.

## 출연 작품
- 에바 (1962)
- 하우 투 머더 유어 와이프 (1965)
- 카사노바 70 (1965)
- 마담 시뇨리 (1965)
- 낫 위드 마이 와이프 유 돈 (1966)
- 거절 못하는 소녀 (1968)
- 선과 악을 넘어서 (1977)
- 크리켓 (1980)
- 타임 포 러빙 (1983)
- 메리크리스마스... 해피 뉴 이어 (1989)
- 여왕 마고 (1994)
- Va' dove ti porta il cuore (1996)
- 더 베스트 데이 오브 마이 라이프 (2002)
- 라틴 러버 (2015)